# Seznam romunskih kozmonavtov
Seznam romunskih kozmonavtov.

## D
- Dumitru Dediu

## P
- Dumitru Prunariu